# 猪俣浩三
猪俣 浩三（いのまた こうぞう、1894年7月20日 - 1993年8月21日）は、日本の弁護士、政治家。アムネスティ・インターナショナル日本支部初代支部長。

## 略歴
新潟県出身。日本大学法学部卒。1927年弁護士を開業。戦後、日本社会党の結成に参加。1947年に第23回衆議院議員総選挙に新潟4区から出馬して初当選、その後は連続7回当選。1963年の第30回衆議院議員総選挙で落選したが、1967年の第31回衆議院議員総選挙にて返り咲きを果たして1期を務めた。通算当選8回。
日本社会党の衆議院議員として人権侵害、汚職問題で政府を追及した。鈴木茂三郎（左派日本社会党委員長）が起こした警察予備隊違憲訴訟では原告代理人を務めている。また、議員在職中の1954年の第21回国会では衆議院内閣委員会委員長を務めた。
1970年アムネスティ・インターナショナル日本支部を設立し理事長となる。
1993年8月21日、神奈川県藤沢市にて死去。99歳没。神奈川県川崎市の春秋苑に墓所が在る。

## 著書
- 『教育疑獄を弁護して 附・賄賂罪とはどんな犯罪か 文学に現はれたる法律思想』平凡社 1934
- 『一億人の法律 国家総動員法の綜合的研究』有光社 1940
- 『闇取引と刑罰』有光社 1940
- 『統制法令の臨床解釈』有光社 1943
- 『抵抗の系譜』酒井書店 1964
- 『占領軍の犯罪』図書出版社 1979
- 『聞書き猪俣浩三自伝 一無産党弁護士の昭和史』山下恒夫編著 思想の科学社 1982

共編
- 『基地日本 うしなわれいく祖国のすがた』木村禧八郎、清水幾太郎共編 和光社 1953